# US Indoor Open
Lo US Indoor Open è stato un torneo di tennis facente parte del World Championship Tennis giocato nel 1975 al 1976 a Memphis negli Stati Uniti su campi in sintetico indoor.

## Albo d'oro

### Singolare
| Anno | Vincitore      | Finalista   | Punteggio     |
| ---- | -------------- | ----------- | ------------- |
| 1975 | Harold Solomon | Jiří Hřebec | 2–6, 6–1, 6–4 |
| 1976 | Vijay Amritraj | Stan Smith  | 6–2, 0–6, 6–0 |

### Doppio
| Anno | Vincitori                     | Finalisti                   | Punteggio     |
| ---- | ----------------------------- | --------------------------- | ------------- |
| 1975 | Dick Stockton Erik Van Dillen | Mark Cox Cliff Drysdale     | 1–6, 7–5, 6–4 |
| 1976 | Vijay Amritraj Anand Amritraj | Marty Riessen Roscoe Tanner | 6–3, 6–4      |